# O Mestre e Margarida
Мастер и Маргарита (em russo) (Brasil: O mestre e Margarida / Portugal: Margarita e o mestre) é um romance escrito pelo russo Mikhail Bulgakov (Михаил Афанасьевич Булгаков). O livro tem muitas tramas, que são centradas numa visita do diabo a Moscou no início da década de 1920, em plena era stalinista.

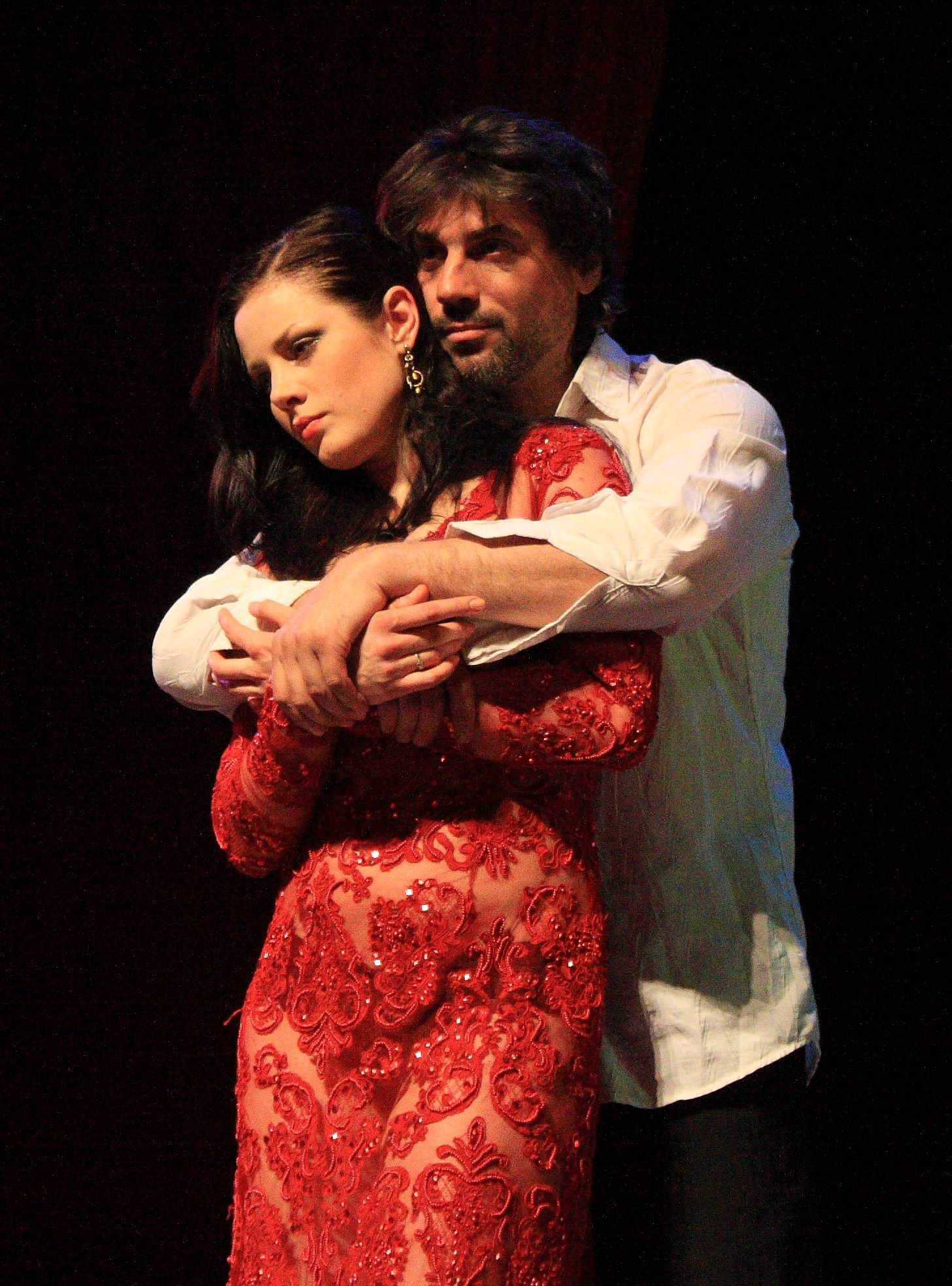
O Mestre e Margarita no teatro, em Moscou, com Vladimir Filatov (Mestre) e Tatiana Konovalova (Margarida)

## Escrita e versões
Bulgakov começou a escrever o romance em 1928. Esse primeiro manuscrito foi destruído em março de 1930 pelo autor, que o queimou em um forno, quando soube que outro livro seu, de conteúdo cabalístico (Кабала святош), havia sido banido. O trabalho foi recomeçado em 1931, e em 1935 Bulgakov foi a um Festival de Primavera na Embaixada Americana em Moscow, que teria inspirado o baile organizado pelo diabo no livro. A segunda versão foi terminada em 1936, e nesse ponto todas as tramas do romance já existiam. O terceiro rascunho terminou em 1937. O escritor parou de trabalhar na quarta versão em 1940, quatro semanas antes de sua morte. O trabalho foi completado por sua esposa depois da morte do autor em 1940-41.
Uma versão censurada (12% do texto fora eliminado e muitas outras partes foram modificadas) foi publicada na revista Moscou (n 11, 1966, e n1, 1967). A versão integral foi distribuída em cópias clandestinas, publicada em samizdat. A primeira versão integral foi publicada em Frankfurt, em 1969, pela editora Posev. Essa versão foi impressa em cores diferentes, que mostravam os trechos removidos da edição Soviética de 1966-67.
Em 1973, a primeira versão integral apareceu na Russia, publicada pela revista grossa Khudozhestvennaya Literatura. Em 1989, a especialista Lidiya Yanovskaya compôs uma nova versão oficial, com base em manuscritos do autor.

## Enredo
A Moscou de 1929 é visitada pelo diabo, com o nome de Woland (Воланд). Em seu sequito estão Koroviev (Коровьев) ou Fagote (Фагот, como o instrumento musical), o enorme gato negro Bieguemot ou Behemot (Бегемот, em russo, significa tanto a criatura bíblica quanto hipopótamo), Azazello (Азазелло), Abadon (Абадонна) e a bruxa Hella (Гелла).

### Epígrafe
A epígrafe é tirada do Fausto de Goethe, que influencia todo o livro, e diz:
"-...mas, quem é você, afinal?
- Sou a parte da força que quer sempre o mal, mas sempre faz o bem"

### Primeira parte
O livro começa com a conversa entre o presidente da MASSOLIT (abreviação em estilo soviético para sociedade moscovita de literatura, que também pode ser interpretada como literatura para as massas), Mikhail Aleksandrovic Berlioz (Михаил Александрович Берлиоз) e o poeta Ivan Nikolaevitch Poniriev (Иван Николаевич Понырев), que responde pela alcunha Bezdomni (Бездомный, em russo, significa "sem casa") a respeito de um poema anti-religioso escrito por Biezdmomni. Berlioz lhe diz que, apesar de satírico, o poema deixa crer que Jesus Cristo existiu, embora não tenha sido um deus. E a verdade, segundo ele, é que Jesus não existiu.
Nesse ponto, um estrangeiro, professor de magia negra que fará um espetáculo em Moscou, entra na conversa. Esse é Woland, que diz para os escritores que Jesus existiu sim, e que ele estava presente a seu processo.Dando um capítulo do livro para contar a história de Yeshua (Jesus) e Pôncio Pilatos. Depois de Woland contar a historia, Berlioz e Bezdomni acordam sem saber se tiveram um sonho ou foi a historia contada pelo diabo. Depois disso Woland fala como morrerá Berlioz e que Ivan irá parar no hospício. Bezdomni lhe pergunta se já esteve em um hospício e ele responde que já, muitas vezes, mas ainda não teve a chance de perguntar o que é esquizofrenia, e que Ivan o fará.
Saindo do Largo do Patriarca, onde estavam todos, Berlioz encontra a morte que lhe foi prevista assim que tenta alcançar um telefone para chamar os policiais para levar Woland ao hospício por ainda não acreditar que ele seja o diabo . Apos ver que Berlioz havia morrido. Bezdomni tenta encontrar Woland, e o vê com um bando. Tenta prendê-los e, após um longo percurso por Moscou onde ele perde as roupas só ficando de ceroulas . Ao chegar no prédio da MASSOLIT(ainda só com ceroulas) é mandado a um hospício e diagnosticado com esquizofrenia.
Woland e seu séquito se apossam do apartamento de Berlioz por meio do outro inquilino, Stepan Bogdanovitch Likhodeev, diretor do teatro de variedades. Que depois de acordar com uma ressaca se lembrando pouco da noite passada, percebe ter feito um contrato com Woland a respeito de um show de magia negra, e é mandado instantaneamente para Ialta, no Mar Negro, por Azazello. O show, que ocorre naquela noite no Teatro de Variedades dirigido pelo desaparecido Stepan, é um evento desconcertante que põe a mostra a ganância, vaidade e crueldade dos habitantes de Moscou, mesmo assim virando um sucesso.
Bezdomni, enquanto isso, é visitado por um colega inquilino do hospício, que se chama de Mestre(por não se lembrar mais do seu nome verdadeiro). Ele conta que escreveu um romance sobre Pôncio Pilatos, e que ficou desesperado, aponto de enlouquecer, ao ver o descaso com que os criticos tratavam sua obra, e tenta destrui-la, mas que o manuscrito foi salvo por sua amante, cujo nome não é revelado. Bezdomni conta sobre Woland, e sobre como ele falou sobre Pôncio Pilatos, e após de ouvir, o mestre explica que Woland é o diabo.

### O Romance do Mestre
Trechos do romance entremeiam o livro. Ele conta a história de Pôncio Pilatos governador da Judeia no momento em que conhece Jeshua Ha-Nozri (Jesus de Nazaré), e nos dias seguintes a sua condenação.

### Segunda Parte
Na segunda parte, aparece Margarida Nikolaievna (Маргарита), a amante do Mestre. Ela passeia perto do Kremlin no momento em que passa o enterro de Berlioz, cuja cabeça foi roubada. Lá, Azazello conversa com ela e diz que ela pode rever seu amante, se encontrar um estrangeiro naquela noite e que ela deve passar um creme, dado por ele, pelo corpo e esperar por novo contato, a ser feito às dez horas.
Margarita passa o creme, que a transforma em uma bruxa, e voa invisível por Moscou sobre uma vassoura. Destrói o apartamento de um dos críticos que destruiu a carreira do Mestre, e voa para o sul. Ela encontra Natacha, sua empregada, voando em cima de um porco castrado, que na verdade é o vizinho de Margarida, que apos ver a cena dela sair voando pela janela entra no apartamento. A empregada tinha passado o creme em ambos.
Margarita volta a Moscou e aceita a proposta de Koroviev, de ser a anfitriã de Woland em um baile, o "baile dos cem reis", ou Noite de Walpúrgis.
Margarita consegue se sair bem no baile, no qual é banhada em sangue e Woland bebe sangue na cabeça de Berlioz. Ela tem esperança que Satanás lhe trará o Mestre, mas não tem coragem de pedir, como Azazello tinha aconselhado, e se prepara para partir. Então o diabo lhe diz que ela passou no teste, lhe traz de volta o amante e lhes manda ao porão em que começaram o romance.
Koroviev e Bieguemot andam por Moscou surpreendendo a população com seus atos, e desesperando a burocracia do regime, que tenta explicá-los racionalmente. A polícia tenta prendê-los no apartamento de Berlioz, mas fracassa repetidamente. Os afetados pelo diabo pedem para serem mantido em celas blindadas, e a polícia conclui que foram vítimas de um bando de hipinotizadores, capazes de agir à distância.
Mateus Levi se encontra com Satanás e lhe diz que Jesus leu o romance do Mestre, e pede a ele que lhe dê paz. Azazello os envenena com vinho, para matá-los e torná-los imortais. Woland e seu séquito partem de Moscou tomando seus aspectos verdadeiros. O Mestre liberta Pôncio Pilatos e vai viver com Margarida em um refúgio. A paz lhes é garantida, mas a salvação é negada.

### Epílogo
Ivan Biezdomni sai do hospício e passa a viver com relativa normalidade, sendo atormentado por visões e lembranças todo plenilúnio de primavera.

## Temas
O romance trata da luta entre o bem e o mal, inocência e culpa, racional e irracional, ilusão e verdade, examinando temas como a responsabilidade frente a verdade quando a autoridade tenta negá-la e a liberdade de espírito num mundo que não é livre.
O romance também discute a relação entre Jerusalém e Moscou. Moscou era tida como uma nova Jerusalém por religiosos, sendo o centro da igreja ortodoxa russa.
Há forte influência do Fausto de Goethe, do qual a epígrafe é tirada. Em 1933, o nome do protagonista ainda era Fausto.
Há diversas possibilidades de leitura do livro, como comédia de humor negro, como profunda alegoria místico-religiosa, como mordaz sátira da Rússia soviética, mas também da superficialidade das pessoas em geral. Apesar disso, não há nostalgia quanto à Rússia tsarista, que só é mencionada uma vez, pelo próprio diabo. Alguns também o vêem como romance de formação de Ivan Biezdomni, que se torna, de poeta medíocre, discípulo do Mestre.
A mais famosa citação do livro é "os manuscritos não queimam" (рукописи не горят). Ela faz referência a censura da União Soviética dos anos trinta, e tem cunho autobiográfico. Os diários de Bulgákov foram apreendidos e depois devolvidos, ocasião em que o romancista os queimou. Anos depois, soube-se que, enquanto apreendidos, eles haviam sido copiados. Além disso, os primeiros manuscritos do Mestre e Margarida foram queimados por medo dessa censura.

## Estilo
Bulgákov usa estilos diferentes em cada trecho do livro. Os capítulos que se passam em Moscou têm um ritmo vivo e um tom de farsa, enquanto os capítulos de Jerusalém estão escritos em estilo hiper-realista. O tom muda do jargão dos burocratas soviéticos para o sarcasmo, o inexpressivo, o lírico, conforme a cena. Às vezes o narrador é onisciente e às vezes põe o leitor como parte da cena. Diversos personagens são, em determinados momentos, o centro da cena, o que é visto como influência de Tolstói. O romance também emprega elementos de horror macabro.

## Ano em que o livro se passa
Em Moscovo, a ação tem início em maio, na quarta feira da semana santa da Igreja Ortodoxa. A Páscoa não pode ter sido considerada antes de 5 de maio, pelo calendário gregoriano. No século XX, após 1918, esta exigência corresponde somente ao ano de 1929, quando a Páscoa foi comemorada em 5 de maio, exatamente. Logo, a parte moderna do romance ocorre de 1 a 4 de maio de 1929, ou de 18 a 21 de abril, pelo calendário juliano. Esta data marca o início do agravamento da crise política causada pela liquidação da NEP. Os acontecimentos em Jerusalém aconteceram não no ano 33, mas no ano 29, conforme Bulgakov considerou mais verossímil quando leu A Vida de Jesus, de Ernest Renan. Pilatos interroga Jesus numa sexta-feira, 14 do mês de Nisã. Logo, os acontecimentos nas duas cidades estão distantes por exatos 1900 anos.
Uma outra prova de que a ação se passa nesse ano é a informação de que fazia 30 anos que a camareira colocava sobre a mesa-de-cabeceira de Frida o lenço com o qual ela sufocara o filho bastardo. A suíça Frida Keller, seu protótipo, deu à luz o filho no dia de Páscoa de 1899, precisamente 30 anos antes.